# Helianthus
- Commons
- Wikispecies

Helianthus é um género botânico pertencente à família Asteraceae.
Todas são  nativas da América do Norte, com a excepção de três espécies nativas da América do Sul. Entretanto,  as espécies  Helianthus annuus (girassol) e Helianthus tuberosus (tupinambo) são cultivadas na Europa e em outras partes do mundo.
As plantas deste gênero crescem de 60 cm a 4 m de altura. As folhas são pecioladas, serrilhadas e frequentemente pegajosas. As inferiores são ovadas ou cordiformes e opostas, as superiores são alternadas e mais estreitas.
Espécies de  Helianthus são aproveitadas por larvas de algumas espécies de  Lepidopteras como fonte alimentar.

## Principais espécies
Além das híbridas, o gênero é composto por aproximadamente 300 espécies. As principais são:
| - Helianthus annuus - Helianthus debilis - Helianthus decapetalus - Helianthus paradoxus - Helianthus pauciflorus | - Helianthus petiolaris - Helianthus strumosus - Helianthus tuberosus - Helianthus x laetiflorus - Helianthus x multiflorus |

## Classificação do gênero
| Sistema | Classificação                                 | Referência               |
| ------- | --------------------------------------------- | ------------------------ |
| Linné   | Classe Syngenesia, ordem Polygamia frustranea | Species plantarum (1753) |

## Lista completa das espécies

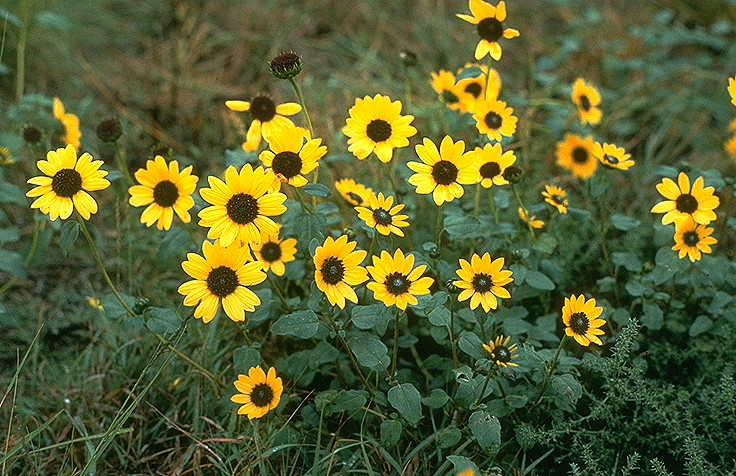
Helianthus petiolaris.

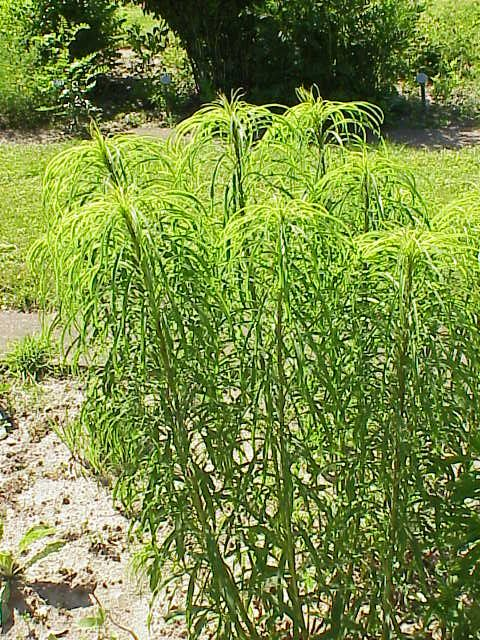
Helianthus salicifolius.

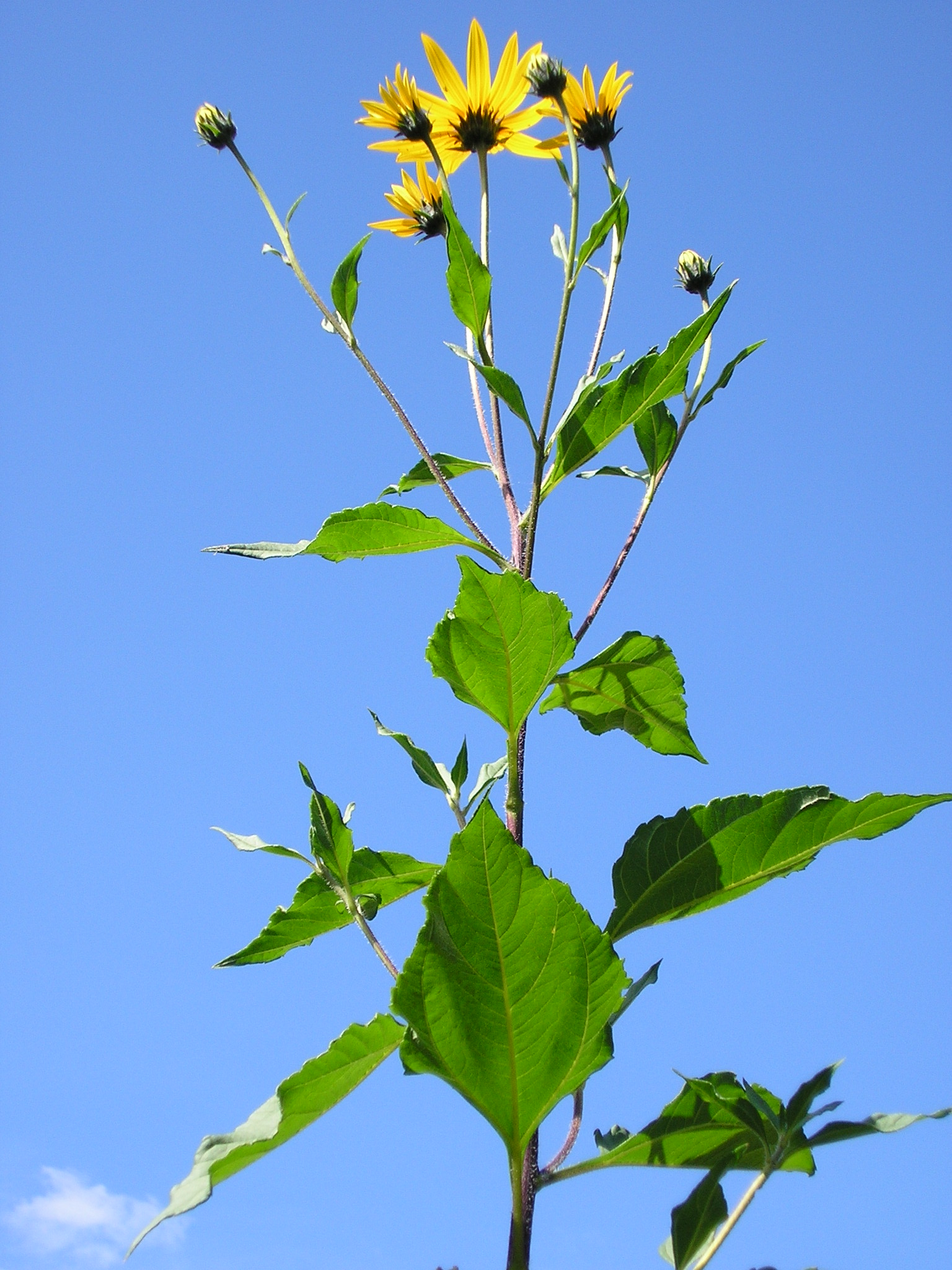
Helianthus tuberosus.

- Helianthus acuminatus
- Helianthus agrestis
- Helianthus alexandri
- Helianthus alienus
- Helianthus altissimus
- Helianthus ambiguus
- Helianthus ambulans
- Helianthus amplexicaulis
- Helianthus angustifolius
- Helianthus anomalus
- Helianthus annuus
- Helianthus apetalus
- Helianthus apricus
- Helianthus araucanus
- Helianthus arenicola
- Helianthus argenteus
- Helianthus argentinus
- Helianthus argophyllus
- Helianthus aridus
- Helianthus aristatus
- Helianthus arizonensis
- Helianthus asper
- Helianthus atacamensis
- Helianthus attenuatus
- Helianthus atrorubens
- Helianthus aureus
- Helianthus australis
- Helianthus baillonianus
- Helianthus besseriana
- Helianthus besseyi
- Helianthus bolanderi
- Helianthus borealis
- Helianthus bracteatus
- Helianthus brasilicus
- Helianthus brevifolius
- Helianthus buccinatus
- Helianthus buddleiaeformis
- Helianthus buphthalmoides
- Helianthus californicus
- Helianthus calvus
- Helianthus campestris
- Helianthus canescens
- Helianthus canus
- Helianthus carnosus
- Helianthus carolinianus
- Helianthus cernuus
- Helianthus chartaceus
- Helianthus ciliaris
- Helianthus cinereus
- Helianthus cirrhoides
- Helianthus cochinchinensis
- Helianthus coloradensis
- Helianthus colossus
- Helianthus copiapina
- Helianthus copiapinus
- Helianthus cordatus
- Helianthus cornifolius
- Helianthus corymbosus
- Helianthus couplandii
- Helianthus crassifolius
- Helianthus crenatus
- Helianthus crinitus
- Helianthus cucumerifolius

- Helianthus cultus
- Helianthus curtissii
- Helianthus cusickii
- Helianthus dalyi
- Helianthus dealbatus
- Helianthus debilis
- Helianthus decapetalus
- Helianthus decapetalus Soleil d
- Helianthus decapitatus
- Helianthus dentatus
- Helianthus deserticola
- Helianthus diffusus
- Helianthus discolor
- Helianthus dissectifolius
- Helianthus divaricatus
- Helianthus diversifolius
- Helianthus dodecapetalus
- Helianthus doronicoides
- Helianthus douglasii
- Helianthus dowellianus
- Helianthus eggertii
- Helianthus elegans
- Helianthus elongatus
- Helianthus erythrocarpus
- Helianthus esculentus
- Helianthus exasperatus
- Helianthus excelsus
- Helianthus excubitor
- Helianthus exilis
- Helianthus fascicularis
- Helianthus filiformis
- Helianthus floribundus
- Helianthus floridanus
- Helianthus formosus
- Helianthus frondosus
- Helianthus fulgidus
- Helianthus gayanus
- Helianthus giganteus
- Helianthus gigas
- Helianthus glaucophyllus
- Helianthus glaucus
- Helianthus glutinosus
- Helianthus gracilentus
- Helianthus gracilis
- Helianthus grandiceps
- Helianthus grandiflorus
- Helianthus grosse
- Helianthus grosse serratus
- Helianthus grosseserratus
- Helianthus hastatus
- Helianthus heiseri
- Helianthus herbaceus
- Helianthus heteropappus
- Helianthus heterophyllus
- Helianthus hirsutus
- Helianthus hirtus
- Helianthus hispidulus
- Helianthus hirtus
- Helianthus hispidulus
- Helianthus hookeri
- Helianthus hookerianus
- Helianthus Hybride
- Helianthus hypargyreus
- Helianthus illinoensis
- Helianthus imbaburensis
- Helianthus incanus
- Helianthus indicus
- Helianthus instabilis
- Helianthus integrifolius
- Helianthus invenustus
- Helianthus jaegeri
- Helianthus jelskii
- Helianthus kellermani
- Helianthus kellermanii
- Helianthus kentuckiensis
- Helianthus laciniatus
- Helianthus lanatus
- Helianthus lanceolatus
- Helianthus laetiflorus
- Helianthus latifolius
- Helianthus laurifolius
- Helianthus laevigatus
- Helianthus laevis
- Helianthus lehmanni
- Helianthus lehmannii
- Helianthus leiostemon
- Helianthus lenticularis
- Helianthus leoninus
- Helianthus leptocaulis
- Helianthus lindheimerianus
- Helianthus linearis
- Helianthus littoralis
- Helianthus lodicatus
- Helianthus longeradiatus
- Helianthus longifolius
- Helianthus ludens
- Helianthus lundstroemii
- Helianthus luxurians
- Helianthus macrocarpus
- Helianthus macrophyllus
- Helianthus mandonii
- Helianthus mathewsii
- Helianthus matthewsii
- Helianthus maximiliani
- Helianthus membranaceus
- Helianthus membranifolius
- Helianthus mexicanus
- Helianthus micranthus
- Helianthus microcephalus
- Helianthus microclinus
- Helianthus microphyllus
- Helianthus missouriensis
- Helianthus missuricus
- Helianthus mollis
- Helianthus mollissimus
- Helianthus montanus
- Helianthus montevidensis
- Helianthus multiflorus
- Helianthus navarri
- Helianthus nebrascensis
- Helianthus neglectus
- Helianthus neomexicanus
- Helianthus nigrescens
- Helianthus nitidus
- Helianthus niveus
- Helianthus nuttallii
- Helianthus oaxacanus
- Helianthus occidentalis
- Helianthus oleifer
- Helianthus oliveri
- Helianthus orgyalis
- Helianthus orgyaloides
- Helianthus ovatus
- Helianthus pallidus
- Helianthus paradoxus
- Helianthus parishii
- Helianthus parviflorus
- Helianthus patens
- Helianthus pauciflorus
- Helianthus pedunculatus
- Helianthus perennis
- Helianthus peruvianus
- Helianthus petiolaris
- Helianthus pilosus
- Helianthus pinnatus
- Helianthus plantagineus
- Helianthus platycephalus
- Helianthus polycephalus
- Helianthus polyphyllus
- Helianthus porteri
- Helianthus praecox
- Helianthus praetermissus
- Helianthus procumbens
- Helianthus prostratus
- Helianthus pseudoverbeinoides
- Helianthus pseudoverbesinoides
- Helianthus pubescens
- Helianthus pumilus
- Helianthus quinquelobus
- Helianthus quinquenervis
- Helianthus quinqueradiatus
- Helianthus radula
- Helianthus ramosissimus
- Helianthus reindutus
- Helianthus resinosus
- Helianthus revolutus
- Helianthus rigidus
- Helianthus riparia
- Helianthus riparius
- Helianthus rivularis
- Helianthus ruderalis
- Helianthus rugosus
- Helianthus rydbergi
- Helianthus rydbergii
- Helianthus salicifolius
- Helianthus sarmentosus
- Helianthus saxicola
- Helianthus scaber
- Helianthus scaberrimus
- Helianthus schweinitzii
- Helianthus scrophulariifolius
- Helianthus senex
- Helianthus sericeus
- Helianthus serotinus
- Helianthus severus
- Helianthus silphioides
- Helianthus similis
- Helianthus simulans
- Helianthus smithii
- Helianthus sodiroi
- Helianthus sparsiflorus
- Helianthus sparsifolius
- Helianthus spathulatus
- Helianthus speciosus
- Helianthus squarrosus
- Helianthus stenophyllus
- Helianthus striatus
- Helianthus strumosus
- Helianthus stuebelii
- Helianthus subcanescens
- Helianthus subniveus
- Helianthus subrhomboideus
- Helianthus subtuberosus
- Helianthus superbus
- Helianthus szyszylowcizii
- Helianthus szyszylowiczii
- Helianthus tenellus
- Helianthus tenuifolius
- Helianthus tephrodes
- Helianthus tetragonus
- Helianthus tetrapterus
- Helianthus thurifer
- Helianthus thurifera
- Helianthus tomentosus
- Helianthus trachaefolius
- Helianthus trachelifolius
- Helianthus tracheliifolius
- Helianthus tricuspis
- Helianthus trilobatus
- Helianthus trinervis
- Helianthus triqueter
- Helianthus truncatus
- Helianthus truxillensis
- Helianthus tubaeformis
- Helianthus tuberosus
- Helianthus undulatus
- Helianthus uniflorus
- Helianthus utahensis
- Helianthus validus
- Helianthus verbesinoides
- Helianthus vernalis
- Helianthus verticillatus
- Helianthus vestitus
- Helianthus vicetinus
- Helianthus virgatus
- Helianthus viridior
- Helianthus virilis
- Helianthus vulgaris
- Helianthus Hybriden